# Самегрело-Земо-Сванеті
Мінгре́лія-Верхня Сване́тія (груз. სამეგრელოს და ზემო სვანეთის მხარე) — мхаре в західній Грузії, до якого входять історичні провінції Грузії: Мінгрелія і Верхня Сванетія.

## Адміністративний поділ
До складу регіону входять 1 місто регіонального підпорядкування (як окрема адміністративна одиниця):
- Поті

та 8 муніципалітетів:
| муніципалітет | адміністративний центр |
| ------------- | ---------------------- |
| Абаша         | Абаша                  |
| Зугдіді       | Зугдіді                |
| Мартвілі      | Мартвілі               |
| Местія        | Местія                 |
| Сенакі        | Сенакі                 |
| Хобі          | Хобі                   |
| Цаленджиха    | Цаленджиха             |
| Чхороцку      | Чхороцку               |